# زبان گواربتی
زبان گواربتی یکی از زبان‌های داردی-از شاخهٔ زبان‌های هندوایرانی- است. ۹هزارتن از گویشوران آن امروزه در افغانستان ۱۵۰۰ تن از گواربتی‌زبانان در چیترال پاکستان می‌زیند. به واسطهٔ اینکه گویشوران گواربتی در پاکستان در روستای آراندو می‌زیند، در این کشور این زبان را با نام آراندویِوار می‌خوانند.
بر روی این زبان تاکنون بررسی زبان‌شناسانهٔ خاصی صورت نگرفته‌است.